# Paraconiothyrium fungicola
Paraconiothyrium fungicola är en svampart som beskrevs av Verkley & Wicklow 2004. Paraconiothyrium fungicola ingår i släktet Paraconiothyrium och familjen Montagnulaceae.   Inga underarter finns listade i Catalogue of Life.